# Леон Буржоа
Леон Буржоа (на френски: Léon Victor Bourgeois) е френски юрист и политик от еврейски произход. Министър-председател на Франция (1895 – 1896). Един от духовните бащи на Обществото на народите и негов първи президент. Удостоен с Нобелова награда за мир за 1920 г.

## Произход и образование (1851 – 1876)
Роден е на 29 май 1851 година в Париж, Франция, в семейството на Мари-Виктор Буржоа, часовникар, и Огюстин Елиз Ину. От малък Леон проявява интерес към знанията. По време на следването си в Масенския институт и лицея „Карл Велики“ научава хинди и санскрит, постига успехи в музиката и рисуването.
По време на Френско-пруската война (1870 – 1871) Буржоа участва в състава на артилерийския полк. След това постъпва в Парижкия университет, от където получава докторска степен по право.

## Юридическа и политическа дейност (1876 – 1924)

### Държавна служба
През 1876 г., след няколко години адвокатска практика, става заместник-началник на департамента по исковете към Министерството на обществените дейности.
Буржоа постъпва на държавна служба през първите години на Третата република създадена след капитулацията на император Наполеон III през 1870 г. и белязала края на монархическия режим във Франция, идването на власт на дребната буржоазия и началото на разработването на социално законодателство за работниците. На 36 години Буржоа заема поста префект на парижката полиция. Като представител на нарастващите леви сили след три месеца той подава оставка и се кандидатира за изборите в работническия район Шалон-сюр-Марн. През февруари 1888 г. побеждава своя опонент генерал Жорж Буланже, известен военен министър.
Макар че принадлежи към радикалните социалисти, Буржоа не споделя социалистическите доктрини и е склонен да приеме пътя на реформите в рамките на съществуващата система. Освен място в Камарата на депутатите той заема още редица постове в няколко френски кабинета – заместник статс-секретар по вътрешните работи (1888 – 1889), министър на вътрешните работи (1890), министър на общественото образование (1890 – 1892) и министър на правосъдието (1892 – 1893).
Буржоа успява да получи обществена подкрепа за своите реформи в областта на образованието. Като министър на правосъдието разследва дейността на лица, замесени в скандала с Панамския канал. Опитът на Франция да построи канал през Панамския провлак, предприет през 1883 г. под ръководството на Фердинанд дьо Лесепс, проектант на Суецкия канал, се сблъсква със сериозни технически и финансови трудности. През 1888 г. строителната компания обявява банкрут и Лесепс се връща във Франция, за да се изправи пред съда с обвинение за разхищение и нехайство. Признат за виновен, той попада в затвора, но след известно време е освободен.

### Министър-председател
Заемайки поста на министър-председател през 1895 г., Буржоа сформира първото правителство, състоящо се изцяло от представители на лявото крило в Камарата на депутатите. Администрацията на Буржоа започва безпрецедентни социални и икономически реформи, сред които са прогресивният подоходен данък и данъка върху наследството, разширяването на броя на пенсионерите-работници, задължителното застраховане и всеобщите социални гаранции. Програмата на Буржоа се превръща в проява на дълбокото му безпокойство от съдбата на бедните слоеве на френското общество.
По това време Буржоа пише серия статии, по-късно публикувани под общото заглавие „Солидарност“ (1896), в които изразява убеждението си, че обществото е длъжно да осигури на всички граждани възможност да развиват своите способности. За реализацията на този идеал, казва Буржоа, държавата трябва да гарантира правото на труд, необходимото жизнено равнище, свободен достъп до образованието, защита в случай на безработица и болест, пенсионно осигуряване. Програмата предизвиква яростта на консерваторите във френския сенат и през април 1896 г. Буржоа е принуден да подаде оставка. Две години по-късно той се връща в правителството като министър на общественото образование в кабинета на Йожен Анри Бресон.

### Международна дейност
Международната дейност на Буржоа започва с назначаването му за председател на френската делегация за Хагската мирна конференция през 1899 г. Свикана основно по искане на Междупарламентарния съюз (основан от Уилям Рандъл Кримър и Фредерик Паси), конференцията събира 100 делегати от 26 страни. На нея се обсъждат въпросите за съкращаване на въоръженията, мирното разрешаване на конфликтите и конвенцията за хуманно водене на войни.
Председателствайки комисията по арбитража, Буржоа предлага той да стане задължителен в споровете, „заплашващи мира“. Идеята се подкрепя горещо от Пол д'Естурнел, колегата и съотечественик на Буржоа, и Тобиас Асер, също членове на комисията. Предложенията на комисията по този повод получават одобрението на пленарното заседание на конференцията, макар че не са подкрепени с нищо. Въпреки това Постоянният арбитражен съд в Хага е създаден и Буржоа влиза в неговия състав през 1903 г. Като принцип на международното право арбитражът остава строго доброволен и много страни се опасяват, че юристите в съда няма да са напълно безпристрастни.

### Министър на външните работи
Избран във френския сенат през 1905 г., Буржоа заема поста министър на външните работи в кабинета на Жан-Мари Фердинанд Сарян. Ръководейки френската делегация на конференцията в Алжесирас през януари 1906 г., той защитава търговските и административните права на Франция в Мароко въпреки съпротивата на Германия. През следващата година Буржоа взема участие във Втората хагска конференция, свикана по предложение на Теодор Рузвелт. В нея участват 256 делегати от 44 страни. Буржоа е председател на комисията, разработила мирните решения на международните конфликти. Както и на предишната конференция, Германия се изказва срещу договора за арбитража, а комисията отхвърля предложението за съд, състоящ се от съдии на изборна длъжност, получаващи заплата и изпълняващи своите задължения в продължение на определен срок. Предложението е дадено от Илайхю Рут, делегат от САЩ. Въпреки това Буржоа усеща, че вече са поставени основите на юридически орган за защита на мира. „Обществото на народите е създадено – заявява той в реч през 1908 г., – в много отношения то е вече реалност“.

### Министър без портфейл
По време на Първата световна война Буржоа е министър без портфейл в кабинета на Аристид Бриан. Дори военновременната обстановка не поколебава неговата дълбока вяра в необходимостта от международна организация за сътрудничество. „Не е възможна справедлива политика, докато не започне да работи Общество на народите“ – твърди Буржоа през 1918 г. През следващата година той е назначен за председател на френската комисия за проучване на възможностите за създаване на Общество на народите. Използвайки много идеи на Буржоа, комисията предлага проект за организация, чиято единствена функция ще бъде запазването на мира. Използваща правомощията си само в моменти на криза, организацията трябва да осъществява задължителен арбитраж и да има международни въоръжени сили за прилагане на санкции.
Като делегат на Парижката мирна конференция през 1919 г. Буржоа защитава идеята за международни въоръжени сили за поддържане на мира и за провеждането на проверки за спазването на съглашението за разоръжаване. Проектът му е отхвърлен от съюзните държави. Настойчивостта на Буржоа изкарва от търпение Удроу Уилсън. „Без военна защита... – казва Буржоа на американския президент – нашето Общество и документите няма да имат значение, тържественият договор ще се превърне в причудливо литературно произведение.“
През 1920 г., когато започва дейността на Обществото на народите, Буржоа става главен представител на Франция в женевската щабквартира, но не само участва в заседанията на Асамблеята, а е и първи председател на нейния съвет. Председателския пост Буржоа заема от 1920 до 1923 г., когато прогресиращата слепота го кара да остави политиката, както вътрешната, така и външната.

## Последни години (1924 – 1925)
Умира на 29 септември 1925 година в Ожер на 74-годишна възраст. Погребан е с голяма пищност.